# Louis Noblet
Louis Noblet est un maître maçon, architecte français, mort en 1647.

## Biographie
Il est maçon, en 1600, reçu maître maçon en 1605, architecte et juré du roi ès œuvres de maçonnerie, en 1633.
Il a été un des quatre entrepreneurs qui ont construit l'hôpital Saint-Louis, à Paris, entre 1607 et 1610.
En 1611 il travaille au couvent des Blancs-Manteaux, puis, en 1617, à la basse cour de l'hôtel de Bellegarde. En 1618, Louis Noblet, maître maçon rue des Escouffles dans la paroisse Saint-Gervais, promet à Jean Dangers bourgeois de Paris, rue Vieille Tisseranderie, de faire tous les travaux de maçonnerie en sa maison. Il réalise l'hôtel d'Uzès pour Pierre de Longueval, en 1619.
En 1624, il est choisi pour fournir les plans et reconstruire l'hôtel de ville de Troyes. Faute de moyens financiers, la construction s'est arrêtée en 1626, avant d'être reprise par Pierre Cottard, en 1670.
Le 5 août 1626, l'Hôtel-Dieu reçoit l'autorisation de jeter un pont en pierre sur le petit bras de la Seine, en amont du Petit-Pont aux dépens de l'hôpital. Les dessins et le devis sont dressés par l'entrepreneur Christophe Gamard et Louis Noblet. Adjudicataires, Christophe Gamart se charge de la construction du bâtiment et Louis Noblet de l'exécution du pont à trois arches. La construction du pont dure de septembre 1626 à septembre 1632. Le bâtiment permettant de relier les bâtiments de l'Hôtel-Dieu sur les deux rives de la Seine est construit en 1634. Un arrêt du Conseil d'État du 24 avril organise le péage d'un double pour chaque homme à pied. Ce péage a donné son nom au pont, le pont au Double.
Il commence la réalisation de l'Église Sainte-Élisabeth en 1628, avant l'arrêt des travaux en 1631, puis leur reprise par Michel Villedo.
On le retrouve sur le collège de Clermont, rue Saint-Jacques, en 1634, où il commence à travailler sur la chapelle avec Michel Villedo.
Après 1637 il est associé avec Michel Villedo et Claude Dublet par un pacte concernant les travaux sur le canal navigable de périphérie de Paris, l'embellissement du château de Mesnil-Voisin, dans l'Essonne, pour Claude Cornuel, conseiller et intendant des finances du roi et président de la chambre des comptes, et l'agrandissement du palais de Justice de Paris. Il travaille sur des édifices de la rue de Turenne.
Avant 1647, Louis Noblet confia ses marchés en cours à Michel Villedo.

## Famille
Il s'est marié en 1605 avec Denise Gueulart, et en 1626, avec Guillemette Gilet.
Il est probablement le père d'Henri Noblet, maçon en 1628, architecte du roi en 1639, mort la même année.
Il est probablement le frère de Perceval Noblet, maître maçon parisien, père de Michel Noblet (1605-1677), architecte ordinaire du roi, marié à la fille de Michel Villedo.